# Mezőberény

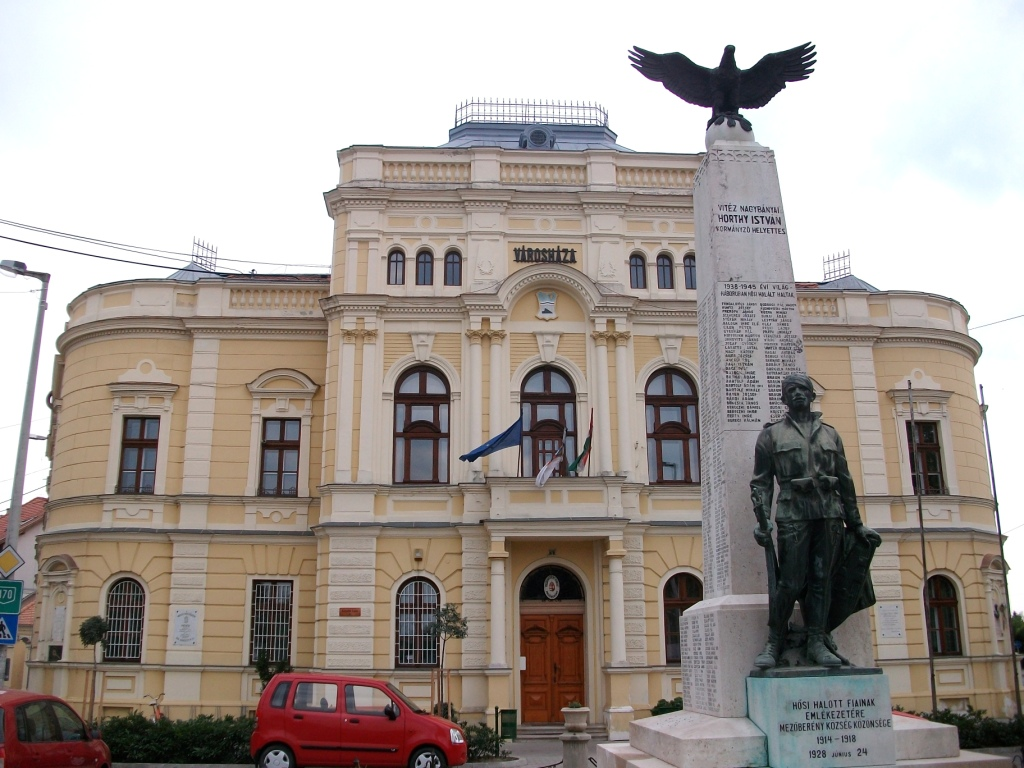
Stadshuset.

Mezőberény är en stad i Ungern med 9 800 invånare (2020).